# Рейделт, Франци
Франци Рейделт (нем. Francy Rädelt, род. 15 мая 1996 года) — немецкая спортсменка, борец вольного стиля, серебряный призёр Европейских игр 2019 года.

## Биография
Франци Ределт родом из Франкфурта-на-Одере, начала заниматься борьбой в 2003 году. Ее тренер - Михаэль Кётхе. В 2011, 2012 и 2013 годах она стала чемпионкой Германии среди кадетов и чемпионкой среди юниоров 2015 и 2016 годов.
Она выиграла свою первую международную медаль в июле 2012 года, когда стала вице-чемпионкой Европы на чемпионате среди кадетов в Катовице в весовой категории до 70 кг. На юниорском чемпионате мира (кадеты) в Баку она в той же весовой категории заняла восьмое место.
В июне 2015 года Франци Ределт снова завоевала бронзовую медаль на юниорском чемпионате Европы (юниоры) в Стамбуле. В сентябре 2015 года она впервые участвовала на чемпионате мира среди женщин. 
Ределт успешно провела 2017 год, завоевав бронзовую медаль на чемпионате Европы среди спортсменов до 23 лет в Сомбатхее, а также на чемпионате мира до 23 лет в Быдгоще в весовой категории до 75 кг.  
Она очень хорошо боролась в июне 2019 года на Европейских играх в Минске. Там она уступила только в финале опытной Василисе Марзалюк из Белоруссии и таким образом заняла второе место. Это второе место, пожалуй, самый большой и важный успех в ее карьере.